# Ari Freyr Skúlason

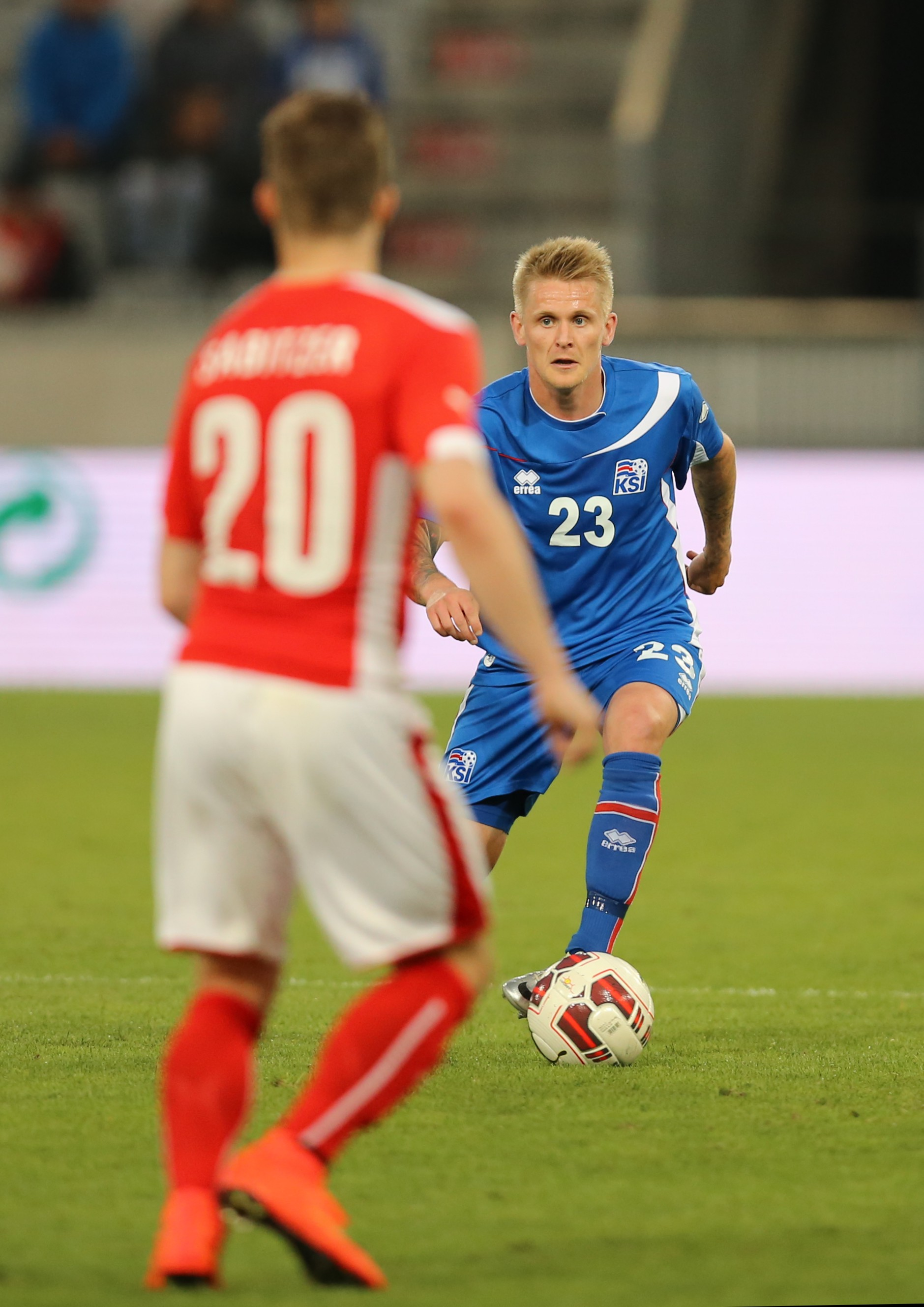
Ari 2014 bei einem Länderspiel Island gegen Österreich

Ari Freyr Skúlason (* 14. Mai 1987 in Reykjavík) ist ein isländischer Fußballspieler. Der defensive Mittelfeldspieler steht seit Anfang 2024 in Schweden bei IF Sylvia unter Vertrag.

## Verein
Ari spielte in der Jugend zunächst bei Valur Reykjavík. Im Februar 2003 verließ er den Klub in Richtung SC Heerenveen. Dort spielte er in der Jugend und empfahl sich für die isländische U-17-Auswahl. Später stieg er in die Reservemannschaft des niederländischen Vereins auf. Im Sommer 2005 verließ er jedoch den Klub, da er sich nicht für die Wettkampfmannschaft empfehlen konnte, und kehrte zu Valur zurück. In der Landsbankadeild bestritt er 2006 an der Seite von Spielern wie Pálmi Rafn Pálmason, Atli Sveinn Þórarinsson und Baldur Ingimar Aðalsteinsson seine ersten elf Spiele im höherklassigen Männerfußball.
Im Sommer 2006 verließ Ari erneut sein Heimatland, der 19 Jahre alte Defensivspezialist schloss sich dem schwedischen Klub BK Häcken in der Allsvenskan an. Hier war er als Nachwuchsmann mit drei Einsätzen zunächst Ergänzungsspieler und stieg mit der Mannschaft am Ende der Spielzeit 2006 in die zweitklassige Superettan ab. Dennoch hatte er im Herbst in der isländischen U-21-Auswahl debütiert. In der zweithöchsten Spielklasse kam er zwar regelmäßiger zum Einsatz und stand für die Göteborger in 25 der 30 Saisonspiele auf dem Platz, jedoch verpasste der Klub als Tabellenvierter mit einem Punkt Rückstand auf GIF Sundsvall die Rückkehr ins Oberhaus.
Nach dem verpassten Aufstieg wechselte Ari am Jahresende 2007 zum vormaligen Konkurrenten im Aufstiegskampf GIF Sundsvall, wo der U-21-Nationalspieler einen Mehr-Jahres-Kontrakt unterzeichnete. Zwar war er auch bei seinem neuen Klub unumstrittener Stammspieler im defensiven Mittelfeld, doch abermals verpasste er den Klassenerhalt in der Allsvenskan. Die Mannschaft etablierte sich direkt im vorderen Tabellendrittel während er sich im Herbst in die Nationalelf spielte. In der Zweitliga-Spielzeit 2010 verpasste sein Klub erst in der Relegation gegen Gefle IF den Wiederaufstieg. In der anschließenden Spielzeit stieg die Mannschaft als Tabellenzweite hinter Åtvidabergs FF auf, im Anschluss verlängerte Ari seinen auslaufenden Vertrag um zwei Jahre.
Nach dem Wiederaufstieg kehrte Ari in den Fokus der Nationalmannschaft zurück, im Februar 2012 bestritt er gegen Japan sein zweites Länderspiel. Während der Klub in der Folge sich im Abstiegskampf befand, konnte er sich dieses Mal im Kreis der Nationalmannschaft behaupten. Zum Ende der Spielzeit 2012 stand die Mannschaft auf dem Relegationsplatz, trotz eines Torerfolges von Ari im Rückspiel gegen Halmstads BK musste die Mannschaft nach einer 0:3-Hinspielniederlage und einem 4:3-Heimerfolg wieder absteigen.
Bis zum Sommer spielte er danach noch für Sundsvall, dann wechselte er zur Saison 2013/14 in die erste dänische Liga zu Odense BK, wo er in den folgenden drei Spielzeiten als Stammspieler 89 Partien absolvierte.
Zur Saison 2016/17 wechselte Ari mit einem Dreijahresvertrag zum belgischen Erstdivisionär Sporting Lokeren.
Nachdem zum Vertragsablauf im Sommer 2019 Lokeren abgestiegen war, entschloss sich Ari zum Wechsel innerhalb Belgiens zum KV Ostende. Er unterschrieb dort einen Vertrag für zwei Jahre.
Anfang April 2021 wechselte er zum dortigen Saisonbeginn zum schwedischen Verein IFK Norrköping.
Anfang 2024 wechselte Skúlason zum Viertligisten IF Sylvia.

## Nationalmannschaft
Er debütierte bei der 0:1-Niederlage am 10. November 2009 gegen den Iran als Einwechselspieler für Baldur Sigurðsson im Trikot der A-Nationalmannschaft Islands.
Bei der Fußball-Europameisterschaft 2016 in Frankreich wurde er in das Aufgebot Islands aufgenommen. In allen fünf Spielen im Turnier gehörte er zur Stammelf und bestritt alle Partien über die volle Spielzeit. Beim letzten Turniertor der Isländer bei der 2:5-Niederlage gegen Frankreich im Viertelfinale gab er die Vorlage.
Nach dem Ausscheiden als Letztplatzierter in der Gruppenphase bei der WM 2018, bei der Skúlason in den Partien gegen Argentinien und Nigeria eingewechselt worden war, gab er seinen Rücktritt aus dem Nationalteam bekannt. Doch schon im März des folgenden Jahres bestritt er erneut Partien und wird seitdem wieder regelmäßig eingesetzt.